# 詹姆斯·杰克逊 (政治人物)
詹姆斯·杰克逊（英語：James Jackson，1757年9月21日—1806年3月19日，是一名早期的乔治亚政治家、美国民主共和党领袖。1789年至1791年期间，他担任美国众议院议员。1793年至1795年，他代表乔治亚州，出任美国参议院参议员。1801年连任，直到他去世。1797年，他当选第23任乔治亚州州长，任期从1798年至1801年。 

## 早期生涯
杰克逊出生于英格兰德文郡。15岁时，他随家人于1772年移民到乔治亚的萨凡纳。美国独立战争期期间，他效力于第1乔治亚民兵旅，期间负责萨凡纳一线防御，并参加考彭斯战役，成功夺回奥古斯塔和萨凡纳。战争塑造了杰克逊一副众所周知的火爆脾气，以及决斗者的称号。

## 职业生涯
独立战争结束后，他在萨凡纳开始组建自己的法律业务。杰克逊被选为第一任佐治亚州议会议员。1788年，杰克逊被选为乔治亚州的州长，但他自称经验不足，婉拒了此职。
1789年，杰克逊被推举进入第一届美国国会。作为杰斐逊派共和党人，他大力主张反对财政部长亚历山大·汉密尔顿的财务计划，该计划旨在通过向各州发行债务以增加联邦政府收入。他也反对那些意图制止奴隶制的努力（即反对废除奴隶制）。在1791年选举中，他在连任竞选中，不敌安东尼·韦恩，铩羽而归。杰克逊确信韦恩的获胜并不正当，于是他发起反对韦恩和他的支持者行动，并最终成功地将韦恩踢出美国国会。

## 参议员和州长
1793年，美国参议院选举中，杰克逊成功当选并进入美国国会。与此同时，乔治亚州卖出了数百万英亩的西部土地，称为亚祖区域，以极低的价格卖向一群投资者（即亚祖土地丑闻）。杰克逊相信这一销售是一些州议会议员受贿的结果，于是在1795年辞去了美国国会参议员的职位，转而竞选乔治亚州议会。
很快，他在选举中获胜，并开始引领一场废除亚祖土地出售的运动。1798年，他被选举担任乔治亚州州长，并着手执行废除亚祖土地出售的执法行动。此外，他声称美国联邦党人应对亚祖土地欺诈案负责。与此同时，他建立的民主共和党在乔治亚州获得领导地位，并在全州范围内的占领主导地位。
1801年，杰克逊再次当选为美国参议员，并任职至1806年去世。他被葬在国会公墓，后成为华盛顿特区的一个国家历史地标。

## 遗产
杰克逊塑造了乔治亚州的政治基础。他的儿子，雅比斯·杨·杰克逊，代表乔治亚州出任第24和第26届美国国会众议院议员。詹姆斯·杰克逊的孙子，也叫詹姆斯·杰克逊，是一名美国参议员，曾任乔治亚大学的校监。
他死后，乔治亚州的杰克逊郡以他命名。